# Fonologia del suec
Nota: Aquesta pàgina o secció conté símbols fonètics de l'AFI en Unicode.
La fonologia del suec és especialment rica en vocals. En té nou que componen disset fonemes en la majoria de varietats i dialectes (les vocals [e] i [ɛ] curtes coincideixen). Hi ha divuit fonemes consonàntics, entre els quals la consonant fricativa postalveolovelar sorda, [ɧ] i [r] presenten variacions considerables depenent del context social i dialectal. Un tret característic del suec és la seva prosòdia (entonació, accent, to, etc.) molt variada, que sovint és una de les diferències més notables entre els diversos dialectes. Parlants nadius de suec que adapten la seva parla quan es troben en zones amb altres varietats regionals o dialectes sovint usaran els sons de la nova varietat, però conservaran tanmateix la prosòdia del seu dialecte nadiu.

Els fonemes vocàlics del suec estàndard central.

|             | Bilabials | Bilabials | Labiodentals | Labiodentals | Dentals | Dentals | Dentals | Alveolars | Palatals | Palatals | Velars | Velars | Glotals |
| Oclusives   | p         | b         |              |              | t       | d       |         |           |          |          | k      | g      |         |
| Aproximants |           | b         |              | v            |         | d       | l       | r         |          | j        |        | g      | h       |
| Fricatives  |           |           | f            | v            | s       | s       | s       | r         | ɕ        | j        | ɧ      | ɧ      |         |
| Vibrants    |           |           |              |              |         |         |         | r         |          |          |        |        |         |
| Nasals      | m         | m         |              |              | n       | n       | n       |           |          |          | ŋ      | ŋ      |         |